# Tito Castro Huamán
Tito Arcenio Castro Huamán (Ahuaycha, Tayacaja, Huancavelica, 13 de enero de 1979) es un educador y político peruano. Fue alcalde del Distrito de Ahuaycha entre 2015 y 2018 y actualmente es Consejero regional de Huancavelica.

## Biografía
Nació en el Distrito de Ahuaycha, provincia de Tayacaja, departamento de Huancavelica, Perú, el 13 de enero de 1979, hijo de Mario Castro Ospina y María Huamán Canchari. Cursó sus estudios primarios y parte de los secundarios en su localidad natal. En 1995 se mudó a Huancayo donde terminó sus estudios secundarios en la Gran Unidad Escolar Santa Isabel de esa ciudad. Entre 2000 y 2004 cursó estudios superiores de educación en la Universidad Nacional del Centro del Perú en la ciudad de Huancayo. Entre 2010 y 2012 cursó el posgrado en educación matemática en la misma casa de estudios.

## Vida política
Su primera participación política fue en las elecciones municipales de 2010 en las que fue candidato a regidor del Distrito de Ahuaycha por el Movimiento Regional Ayni. El 7 de agosto del 2014, debido a que el entonces alcalde de Ahuaycha, Dilme Solano Huanay fue condenado por cohecho pasivo, fue vacado del cargo de alcalde por lo que Castro Huamán asumió, por disposición del Jurado Nacional de Elecciones, el cargo de alcalde distrital.  En las elecciones municipales del 2014 postuló a la alcaldía de ese distrito resultando elegido. Culminando su gestión, debido a la prohibición de reelección de autoridades ediles, participó en las elecciones regionales de Huancavelica de 2018 como candidato a consejero regional por el Movimiento Independiente Trabajando para Todos resultando electo por la provincia de Tayacaja.